# Igor: Objective Uikokahonia
Igor: Objective Uikokahonia — компьютерная игра жанра квест, созданная компанией Péndulo Studios в 1994 году. Разработанная для среды MS-DOS, она изначально издавалась на 3.5" дискетах компанией Dro Soft, а позднее, с озвученными персонажами и улучшенной графикой, на CD-ROM компанией Dinamic Multimedia. Игра была первым продуктом компании Péndulo Studios, и одной из первых квестовых игр на испанском рынке.

## Сюжет
Игра рассказывает о приключениях вполне заурядного американского студента по имени Игор (Igor), который тайно влюблен в сокурсницу Лауру (Laura). Совершенно случайно он узнает, что Лаура и его соперник на любовном фронте Филлип (Phillip), собираются в романтическое путешествие на райский островок Уикокахона (Uikokahonia).
Главный герой решает отправиться вместе с ними, дабы оказаться поближе к Лауре и не подпускать к ней зануду Филлипа. Однако предварительно ему будет необходимо завершить текущие дела: сдать экзамены по биологии, написать эссе и наконец найти денег для дальнейшего перелета. Так как студент в учебе не особо силен, да и с финансами у него проблемы, то придется очень сильно попотеть, чтобы добиться заветной цели.

## Игровой процесс

Игровой процесс.

Игра является классическим представителем point’n’click (с англ. — «укажи и щёлкни») квестов таких как Full Throttle, Space Quest или Kyrandia. Основная игровая часть заключается в перемещении игрового персонажа по областям, сбору полезных предметов и диалогах с персонажами. Весьма схожа с играми от Lucas Arts, использующими скриптовый язык SCUMM. Игра поддерживается программой ScummVM, что делает её совместимой с различными операционными системами, такими как Linux, Mac OS X и др.